# Pelussa

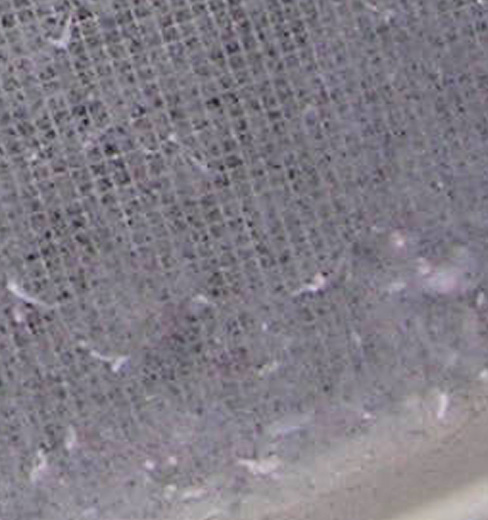
Pelussa acumulada sobre un filtre

El borrissol o pelussa és el nom comú per a les acumulacions visibles de fibres tèxtils i altres materials, que normalment es troben a la roba i al voltant de la mateixa. Procedeixen de certs materials utilitzats en la fabricació de peces de vestir de diversos materials, tals com: cotó, lli, llana, que contenen nombroses fibres molt curtes i que queden agrupades juntes.
Durant el curs del desgast normal, aquestes fibres poden o bé separar-se o bé ser decantades fora del teixit del que formen part. Aquesta és la raó per la qual els articles molt usats com les camises o les tovalloles queden més prims amb el temps, i totes aquestes partícules al final s'acumulen en el filtre de pelussa de l'assecadora de roba o de la rentadora.
A causa de la seva baixa superfície, l'estàtica provoca que les fibres que s'han desprès d'una peça de vestir s'enganxin ràpidamnet entre si i amb l'element o les altres superfícies amb les quals entren en contacte. Altres fibres diferents o partícules petites també s'acumulen amb aquestes fibres de la roba, incloent pèl humà, pèl d'animals, cèl·lules de la pell, fibres vegetals, pol·len, pols de l'aire i microorganismes.

## Origen del nom
L'origen de la paraula moderna "pelussa" es relaciona amb "pel", que es genera durant el cultiu de les fibres més curtes de la planta de cotó (Gossypium), que també s'anomena "pelussa", de la qual es fabriquen els productes de cotó de baixa qualitat. La pelussa es compon de fils de tots els colors, que combinen les seves tonalitats i poden semblar d'un color gris uniforme.